# 木原健次
木原 健次（きはら けんじ、1938年 - ）は、京都府精華町出身、大阪府八尾市在住の日本の技術者、発明家。旭電機化成株式会社の特別顧問。

## 概要
独特な発明品で、話題となり、メディアにも多く出演している。発明品のうち、串抜き皿など実際に商品化されたものもある。
月曜から夜ふかしでは、急須を使わずお茶をのめる「おちゃっぱー」という発明品を開発する様子がコーナー化されて放送された。また、旭電機化成株式会社の特別顧問を務める。

## 略歴
1938年、京都府精華町にて、農家の次男として生まれる。高校卒業後は大手企業で経理担当の社員となる。
1978年１月、『発明入門書　発明は誰にでもできる』を読んだ木原は、主婦が考案した発明が商品化され、一攫千金を得たという記載を見つけ、「凡人に無縁と思ったが、僕も一攫千金は夢ではない」と考えるようになる。翌２月には、サンケイ新聞の企画「サンケイファミリー発明倶楽部第１回懸賞募集」にロウソクレンタンを応募し、5,000円を獲得する。その後、木原は賞金が出る発明コンテストに応募し続け、1980年、フジテレビの珍発明コンテスト番組で３位入賞。さらに1985年の関西テレビの番組では、草履の裏にゴム印を張り、床に並べた年賀状にスタンプを押せる珍発明品「青竹踏みスタンプぞうり」で優勝する。
1985年以降、週刊誌や新聞などで「浪速のエジソン」と紹介されるようになり、今に至る。

## 珍発明５箇条
木原は、次の5箇条をモットーとした発明を行っている。
1. 頭は使っても金は使わない[3]
2. 考える時間は長く作る時間は短く[3]
3. 欠点のない珍発明はない[3]
4. 遊び心を大切にする[3]
5. 社会の良俗に反しない[3]

## 書籍
- 『ぼくはナニワのエジソンです』鹿砦社、2012年4月

## 出演
- 「Ya-Ya-yah」（コーナー出演）
- 「月曜から夜ふかし」 （コーナー出演）

- 「たけしさんま超偉人伝説」1998年